# Organizacja wojenna polskiej dywizji piechoty w 1939

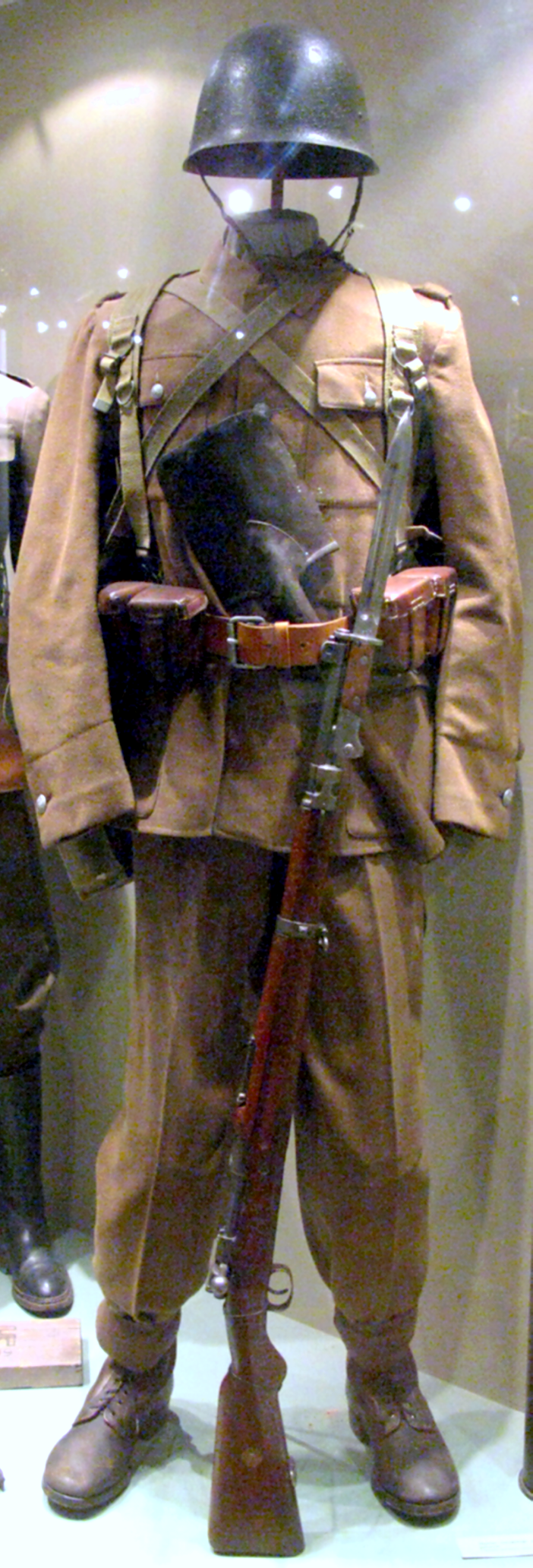
Mundur żołnierza piechoty Wojska Polskiego

Organizacja wojenna polskiej dywizji piechoty – etat wojenny dywizji piechoty Wojska Polskiego II RP w kampanii wrześniowej 1939.
W latach 1921–1939 w Wojsku Polskim dominującą rolę odgrywała piechota zorganizowana w 30 wielkich jednostkach, jak ówcześnie nazywano dywizje (o numerach od 1 do 30). Zmodyfikowany w 1939 r. plan mobilizacyjny „W” zakładał sformowanie kolejnych siedmiu rezerwowych dywizji piechoty (nr 33, 36, 39, 41, 44, 45, 55). Poza planem zdołano zorganizować dwie następne rezerwowe dywizje piechoty (nr 35 i 38).
Należy zaznaczyć, że pokojowy stan dywizji kształtował się na poziomie 1/3 stanów wojennych i różnił się zasadniczo od etatów przewidzianych na czas wojny. Obejmował, oprócz dowództwa ze sztabem, 3 pułki piechoty, pułk artylerii lekkiej, kompanię łączności i ośrodek sapersko-pionierski.
Polskie czynne dywizje piechoty w kampanii wrześniowej posiadały dwa typy pułków artylerii lekkiej. W okresie mobilizacji w 1939 roku postawiono w stan gotowości bojowej:
- 20 pułków typu I – tj. dwa dywizjony armat 75 mm i jeden dywizjon haubic 100 mm
- 10 pułków typu II – tj. jeden dywizjon armat 75 mm i dwa dywizjony haubic 100 mm.

Dla rezerwowych dywizji piechoty zmobilizowano dziewięć pułków. Osiem pułków po dwa dywizjony uzbrojone w armaty 75 mm i jeden dywizjon z haubicami 100 mm. Jeden pułk (33 zmobilizowany dla 35 rez DP) uzbrojono wyłącznie w armaty 75 mm.
Jedna dywizja piechoty (19 DP) posiadała w swym składzie dywizyjną kompanię ppanc (na etacie takim samym jak pułkowe czyli konną). Żadna nie miała przewidywanej planem rozbudowy zmotoryzowanej kompanii ppanc.
Tylko 10 dywizji otrzymało batalion saperów typu II, pozostałe dywizje otrzymały bataliony typu IIa (o słabszym wyposażeniu i z mniejszą ilością środków motorowych) albo typu IIb o starej organizacji (2 kompanie saperów starego typu i kolumna saperska zwana narzędziową). 
Dywizje rezerwowe były znacznie słabsze – nie posiadały dywizjonu artylerii ciężkiej, baterii plot, plutonów art w pułkach piechoty, kompanie ppanc w pułkach piechoty otrzymały 6 lub 4 armaty ppanc. 35, 38 i 55 rezerwowe dywizje piechoty nie otrzymały batalionu saperów lecz jedynie kompanie. 
W toku działań wojennych nie udało się przeprowadzić koncentracji zmobilizowanych oddziałów i pododdziałów 44 i 45 dywizji. Walczyły one w rozproszeniu, często w składzie innych związków taktycznych. Sformowano za to kilka dywizji improwizowanych, których stan etatowy różnił się od przedstawionego poniżej.

## Organizacja wojenna dywizji piechoty

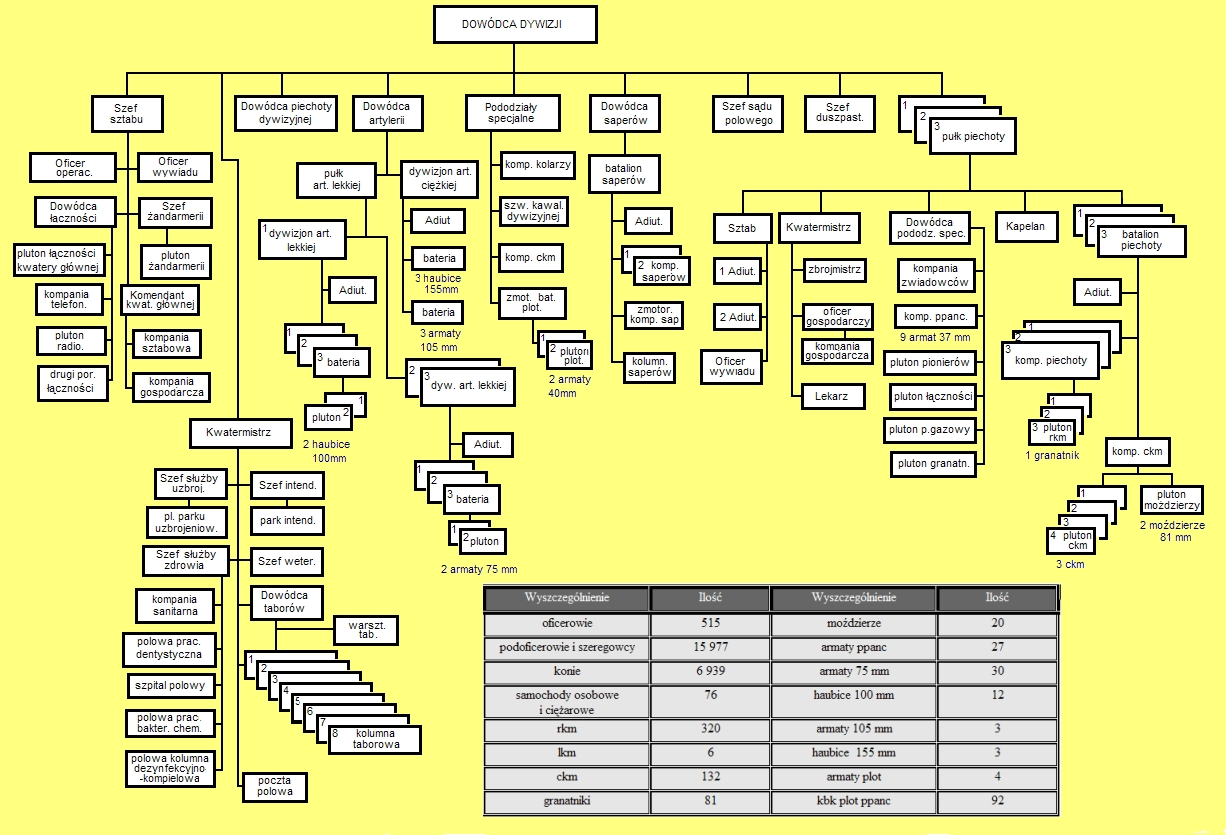
Schemat organizacyjny dywizji piechoty (czynnej) w 1939 roku

- kwatera główna dywizji piechoty (zob. kwatera (dowództwo))
- piechota dywizyjna
  - 1 pułk piechoty
  - 2 pułk piechoty
  - 3 pułk piechoty
  - kompania kolarzy
  - samodzielna kompania karabinów maszynowych i broni towarzyszącej
- artyleria dywizyjna
  - pułk artylerii lekkiej
  - dywizjon artylerii ciężkiej typ II
  - samodzielny patrol meteorologiczny
- batalion saperów
- szwadron kawalerii dywizyjnej
- bateria artylerii przeciwlotniczej motorowa typ A
- jednostki łączności dywizji piechoty
  - kompania telefoniczna Dywizji Piechoty
  - pluton łączności kwatery głównej (stacyjny)
  - pluton radio Dywizji Piechoty
  - drużyna parku łączności Dywizji Piechoty
- pluton pieszy żandarmerii
- pluton parku uzbrojenia
- park intendentury typ I
- służba sanitarna
- tabory
- sąd polowy
- poczta polowa

| Nazwa oddziału - pododdziału                                              | Numer organizacji                               | Oficerowie | Podoficerowie i szeregowcy | Urzędnicy | Konie | Samochody |
| ------------------------------------------------------------------------- | ----------------------------------------------- | ---------- | -------------------------- | --------- | ----- | --------- |
| Kwatera Główna Dywizji Piechoty                                           | L.3181/mob.org.                                 | 40         | 341                        | –         | 126   | 8         |
| pułk piechoty                                                             | L.3001/mob.org.                                 | 91         | 3212                       | –         | 664   | 1         |
| pułk piechoty                                                             | L.3001/mob.org.                                 | 91         | 3212                       | –         | 664   | 1         |
| pułk piechoty                                                             | L.3001/mob.org.                                 | 91         | 3212                       | –         | 664   | 1         |
| kompania kolarzy                                                          | L.3005/mob.org.                                 | 4          | 212                        | –         | 18    | –         |
| samodzielna kompania karabinów maszynowych i broni towarzyszącej          | L.3007/mob.org.                                 | 6          | 185                        | –         | 124   | –         |
| pułk artylerii lekkiej                                                    | L.3041/mob.org.                                 | 85         | 2048                       | –         | 1842  | –         |
| dywizjon artylerii ciężkiej typ II                                        | L.3042/mob.org.                                 | 17         | 477                        | –         | 449   | –         |
| samodzielny patrol meteo                                                  | ?                                               | –          | 3                          | –         | –     | –         |
| batalion saperów typ IIb batalion saperów typ II batalion saperów typ IIa | L.3101/mob.org. L.3662/mob.org. L.3663/mob.org. | 24         | 699                        | –         | 198   | 23        |
| szwadron kawalerii dywizyjnej                                             | L.3022/mob.org.                                 | 7          | 245                        | –         | 272   | –         |
| bateria motorowa artylerii przeciwlotniczej 40 mm typ A                   | L.3643/mob.org.                                 | 6          | 163                        | –         | –     | 34        |
| kompania telefoniczna dywizji piechoty                                    | L.3124/mob.org.                                 | 6          | 249                        | –         | 118   | 1         |
| pluton radio dywizji piechoty                                             | L.3124/mob.org.                                 | 1          | 40                         | –         | 19    | –         |
| pluton łączności kwatery głównej dywizji piechoty                         | L.3124/mob.org.                                 | 2          | 75                         | –         | 13    | 3         |
| drużyna parku łączności dywizji piechoty                                  | L.3124/mob.org.                                 | –          | 12                         | –         | 8     | –         |
| pluton pieszy żandarmerii                                                 | L.3141/mob.org.                                 | 1          | 50                         | –         | 12    | –         |
| pluton parku uzbrojenia                                                   | L.3201/mob.org.                                 | 1          | 52                         | –         | 3     | –         |
| park intendentury typ I                                                   | L.3241/mob.org.                                 | 6          | 111                        | –         | 47    | 3         |
| kompania sanitarna                                                        | L.3221/mob.org.                                 | 8          | 258                        | –         | 145   | –         |
| szpital polowy                                                            | L.3222/mob.org.                                 | 9          | 113                        | –         | 74    | –         |
| polowa kolumna dezynfekcyjno-kąpielowa                                    | L.3222/mob.org.                                 | 1          | 47                         | –         | 33    | –         |
| polowa pracownia dentystyczna                                             | ?                                               | 2          | 7                          | –         | 4     | –         |
| polowa pracownia bakteriologiczno-chemiczna                               | ?                                               | 1          | 7                          | –         | 2     | –         |
| dowództwo grupy marszowej służb                                           | L.3341/mob.org.                                 | 1          | 11                         | –         | 8     | –         |
| kolumna taborowa parokonna                                                | L.3343/mob.org.                                 | 1          | 107                        | –         | 168   | –         |
| kolumna taborowa parokonna                                                | L.3343/mob.org.                                 | 1          | 107                        | –         | 168   | –         |
| kolumna taborowa parokonna                                                | L.3343/mob.org.                                 | 1          | 107                        | –         | 168   | –         |
| kolumna taborowa parokonna                                                | L.3343/mob.org.                                 | 1          | 107                        | –         | 168   | –         |
| dowództwo grupy marszowej służb                                           | L.3341/mob.org.                                 | 1          | 11                         | –         | 8     | –         |
| kolumna taborowa parokonna                                                | L.3343/mob.org.                                 | 1          | 107                        | –         | 168   | –         |
| kolumna taborowa parokonna                                                | L.3343/mob.org.                                 | 1          | 107                        | –         | 168   | –         |
| kolumna taborowa parokonna                                                | L.3343/mob.org.                                 | 1          | 107                        | –         | 168   | –         |
| kolumna taborowa parokonna                                                | L.3343/mob.org.                                 | 1          | 107                        | –         | 168   | –         |
| pluton taborowy                                                           | L.3342/mob.org.                                 | 1          | 32                         | –         | 59    | –         |
| warsztat taborowy                                                         | L.3347/mob.org.                                 | 1          | 28                         | –         | 21    | –         |
| sąd polowy                                                                | L.3401/mob.org.                                 | 3          | 9                          | –         | –     | –         |
| poczta polowa                                                             | BW MPiT L.480/mob./39                           | –          | –                          | 2/3       | 4     | –         |
| ogółem w 37 oddziałach i pododdziałach                                    |                                                 | 515        | 15 977                     | 2/3       | 6939  | 75        |

Opracowano na podstawie: Ludwik Głowacki, 17 Wielkopolska Dywizja Piechoty w kampanii 1939 roku, Wydawnictwo Lubelskie, Lublin 1969.
Z powyższego zestawienia wynika, że do etatu podanego m.in. przez T. Jurgę i E. Kozłowskiego brakuje jednego samochodu. Według L. Głowackiego pluton parku uzbrojenia nie posiadał w etacie samochodów.

## Kwatera główna dywizji piechoty
Kwatera główna dywizji piechoty była zorganizowana według organizacji wojennej L.3181/mob.org.
- dowódca i sztab (etat nr 1),
- dowódcy broni (etat nr 2),
- szefowie służb (etat nr 3),
- kwatera dowództwa dywizji piechoty (etat nr 4),
- kompania gospodarcza kwatery dowództwa dywizji piechoty (etat nr 5),
- kompania sztabowa kwatery dowództwa dywizji piechoty (etat nr 6).

Kompania sztabowa posiadała organizację wojenną L.3483/mob.org. kompanii asystencyjnej.

## Pułk piechoty
W organizacji wojennej pułku piechoty występowały:
- dowództwo,
- 3 bataliony piechoty,
- pododdziały specjalne:
  - kompania zwiadowcza,
  - kompania przeciwpancerna,
  - pluton artylerii piechoty,
  - pluton pionierów,
  - pluton przeciwgazowy,
  - pluton łączności,
- kompania gospodarcza.

W skład dowództwa pułku wchodzili:
- dowódca
- I adiutant
- II adiutant
- oficer informacyjny
- oficer łączności
- kwatermistrz
- oficer płatnik
- oficer żywnościowy
- naczelny lekarz
- kapelan
- szef kancelarii (podoficer)

Organizacja batalionu piechoty:
- dowództwo
- 3 kompanie strzeleckie
- kompania ciężkich karabinów maszynowych
- pluton łączności
- służba sanitarna

Dowództwo batalionu
- dowódca batalionu
- adiutant

Kompania strzelecka
- dowódca kompanii (kapitan), ordynans, koń wierzchowy
- poczet dowódcy
  - 2 obserwatorów (w tym kapral), 3 gońców,
  - sekcja sanitarna (kapral i 5 strzelców) wyposażona w 2 pary noszy polowych
- 3 plutony strzeleckie
  - dowódca plutonu (porucznik albo podporucznik), poczet z zastępcą dowódcy (sierżant), gońcem, obserwatorem (kapral), strzelcem wyborowym uzbrojonym w karabin ppanc karabin ppanc wz. 35 Ur i woźnicą biedki amunicyjnej
  - 3 drużyny strzeleckie po 19 żołnierzy
    - dowódca (plutonowy), zastępca (kapral), obsługa ręcznego karabinu maszynowego (4 żołnierzy), 13 strzelców
    - 1 rkm typu Browning wz. 28, 15 karabinów typu Mauser wz. 98a, 3 karabinki typu Mauser wz. 29

  - biedka amunicyjna plutonu, przewożono na niej amunicję dla rkm-ów plutonu
- drużyna granatników z 3 sekcjami granatników 46 mm wz. 36 po 4 żołnierzy, razem 14 żołnierzy (w tym sierżant i kapral), 3 granatniki, biedka amunicyjna
- drużyna gospodarcza
  - szef kompanii (sierżant), podoficer broni i gazowy (plutonowy), podoficer gospodarczy (plutonowy)
  - obsługa kuchni polowej – 4 strzelców
  - 2 szewców
  - wozy taborowe: 
    - amunicyjny (przewożono na nim po 1 jednostce ognia do karabinów ręcznych kompanii, rkm-ów i granatników oraz granaty ręczne w liczbie 138 sztuk)[3],
    - przykuchenny,
    - bagażowy (przewożono na nim m.in. porcję żywności „R dla żołnierzy kompanii)[3]

Razem w kompanii: 4 oficerów, 31 podoficerów, 191 strzelców, 9 rkm, 3 karabiny ppanc, 3 granatniki, 15 koni, 3 wozy taborowe z uprzężami 2 konnymi, 4 biedki, kuchnia polowa. W przypadku wyposażenia kompanii w wozy taborowe z uprzężami 1 konnymi wówczas było 6 takich wozów i 3 dodatkowych strzelców
Kompania ciężkich karabinów maszynowych
- 3 plutony ckm w każdym 3 ckm typu Browning wz. 30 przewożone na biedkach
- pluton ckm na taczankach z 3 ckm
- pluton moździerzy z 2 działonami moździerzy 81 mm wz. 31, typu Stokes-Brandt
- drużyna gospodarcza

Pluton łączności batalionu piechoty
- dowódca, zastępca, ordynans, 2 rowery
- patrol telefoniczny – 5 żołnierzy, wóz taborowy łączności, 2 konie
- patrol telefoniczny – 4 żołnierzy
- 3 patrole telefoniczne – 5 żołnierzy, biedka, koń
- patrol łączności z lotnikiem i optyczny – 6 żołnierzy
- patrol gońców – 7 żołnierzy, 3 konie, 4 rowery
- patrol  radio – 5 żołnierzy, radiostacja, biedka, koń
- razem: 1 oficer, 8 podoficerów, 36 szeregowych, 9 koni, 6 rowerów, 4 biedki, wóz taborowy łączności z uprzężą 2 konną,
- w wyposażeniu plutonu: polowa łącznica telefoniczna na 10 połączeń, 5 polowych zestawów telefonicznych (w każdym 2 aparaty telefoniczne i 4,5 km kabla telefonicznego), 2 zestawy sygnalizacji świetlnej, komplet płacht tożsamości batalionu, radiostacja N-2/B[5]

Służba sanitarna batalionu piechoty
rozwijała batalionowy punkt opatrunkowy
- lekarz i ordynans
- patrol sanitarny (kapral i 2 strzelców)
- wozy sanitarne – 2 woźniców, 2 wozy taborowe z uprzężą 2 konną, 4 konie, w jednym z wozów przewożono narzędzia i przybory lekarskie, leki, materiały opatrunkowe, beczułkę na wodę – 30 litrów, skrzynkę do gotowania, 5 par noszy, wózek ręczny; drugi z wozów służył do przewozu rannych[3].

Razem batalion piechoty obejmował 24 oficerów, 917 podoficerów i szeregowych, 27 rkm, 12 ckm, 9 granatników 46 mm, 9 karabinów ppanc Ur 35, 2 moździerze 81 mm, 150 koni, 37 biedek, 3 taczanki, 37 wozy taborowe, 4 kuchnie polowe, 6 rowerów, 1 radiostacja typu N-2
Kompania zwiadowcza
- pluton kolarzy
  - 2 drużyny po 19 żołnierzy
- pluton kawalerii
  - 5 sekcji liniowych
  - 2 sekcje rkm
- drużyna gospodarcza

Kompania przeciwpancerna
- 3 plutony, w każdym 3 działony armat 37 mm wz. 36
- drużyna gospodarcza

Pluton artylerii piechoty
- dowódca plutonu (kapitan albo porucznik), ordynans, luzak, koń wierzchowy
- poczet dowódcy
  - zastępca (porucznik albo podporucznik), podoficer strzelniczy (kapral), ordynans, 2 konie wierzchowe
  - patrol zwiadu: kapral, 3 żołnierzy, 4 konie wierzchowe
  - patrol telefoniczny konny: 3 żołnierzy, 4 konie wierzchowe, telefoniczny zestaw polowy - juczny a w nim m.in. 2 polowe aparaty telefoniczne i 3 km kabla telefonicznego polowego[5]
  - patrol telefoniczny pieszy: kapral, 4 żołnierzy, biedka telefoniczna, koń, zestaw telefoniczny polowy a w nim m.in. 2 polowe aparaty telefoniczne i 4,5 km kabla telefonicznego polowego[5]
- 2 działony armat 75 mm wz. 02/26, w każdym: plutonowy, kapral, 12 szeregowych, 14 koni w tym 12 artyleryjskich i 2 wierzchowe, armata, jaszcz
- tabor: podoficer-puszkarz, woźnica, wóz taborowy, 2 konie
- razem: 2 oficerów, 8 podoficerów, 38 szeregowych, 42 konie[4]

Pluton pionierów
- dowódca (kapitan lub porucznik), zastępca (sierżant), podoficer sprzętowy (kapral), ordynans, koń wierzchowy dowódcy
- 4 drużyny, a w każdej 2 podoficerów (plutonowy i kapral), 10 pionierów
- tabor plutonu a w nim 2 wozy sprzętowe, biedka amunicyjna z 64 kg materiałów wybuchowych[6], 6 wozów taborowych przewożących 60 mb kładki piechoty typu P wz. 29 (masa 2,5 t, szerokość 0,70 m, szybkość budowy: 25–40 min przez 80 żołnierzy, możliwym był z jej elementów budowanie tratew umożliwiających przeprawę wszelkiego znajdującego się na wyposażeniu pułku uzbrojenia i pojazdów w tym i armat 75 mm)[1], podoficer (kapral), 9 pionierów, 17 koni
- razem w plutonie: 1 oficer, 11 podoficerów, 50 pionierów, 18 koni[4]

Pluton przeciwgazowy
- dowódca, zastępca, ordynans, goniec
- patrol rozpoznawczy w składzie kapral i 2 strzelców
- 3 drużyny, a w każdej 2 podoficerów i 10 strzelców, wóz taborowy (przewożono na nim m.in. wapno chlorowane, mydło szare, ubrania ochronne, sprzęt do odkażania)[3], 2 konie
- tabor plutonu a w nim 3 strzelców, 6 koni, 3 wozy taborowe (przewoziły głównie zapasowy sprzęt i materiał przeciwgazowy)
- razem: 1 oficer, 8 podoficerów, 38 szeregowych, 12 koni[4]

Pluton łączności
- 5 patroli telefonicznych
- 2 patrole łączności z lotnikiem
- patrol radiostacji typu N-1
- patrol gońców

Kompania gospodarcza
- pluton zaopatrzenia
- pluton żywnościowy
- pluton naprawczy

Naczelny lekarz pułku
- lekarz – major, strzelec – ordynans
- patrol sanitarny (sierżant, kapral, 2 strzelców)
- 2 wozy sanitarne z zaprzęgiem 2 konnym

Łącznie w pułku: 91 oficerów, 3212 podoficerów i szeregowych, 87 lub 85 rkm, 36 ckm, 27 granatników, 6 moździerzy 81 mm, 29 karabinów ppanc, 9 armat ppanc 37 mm wz. 36, 2 armaty 75 mm wz. 02/26, 664 koni, 1 samochód

## Pułk artylerii lekkiej
- dowódca i poczet dowódcy
- 3 dywizjony uzbrojone w armaty 75 mm wz. 1897 lub haubice wz. 1914/19
- pluton topograficzno-ogniowy
- pluton łączności
- łącznie w pułku: 85 oficerów, 2048 podoficerów i szeregowych, 1842 koni

## Dywizjon artylerii ciężkiej typ II

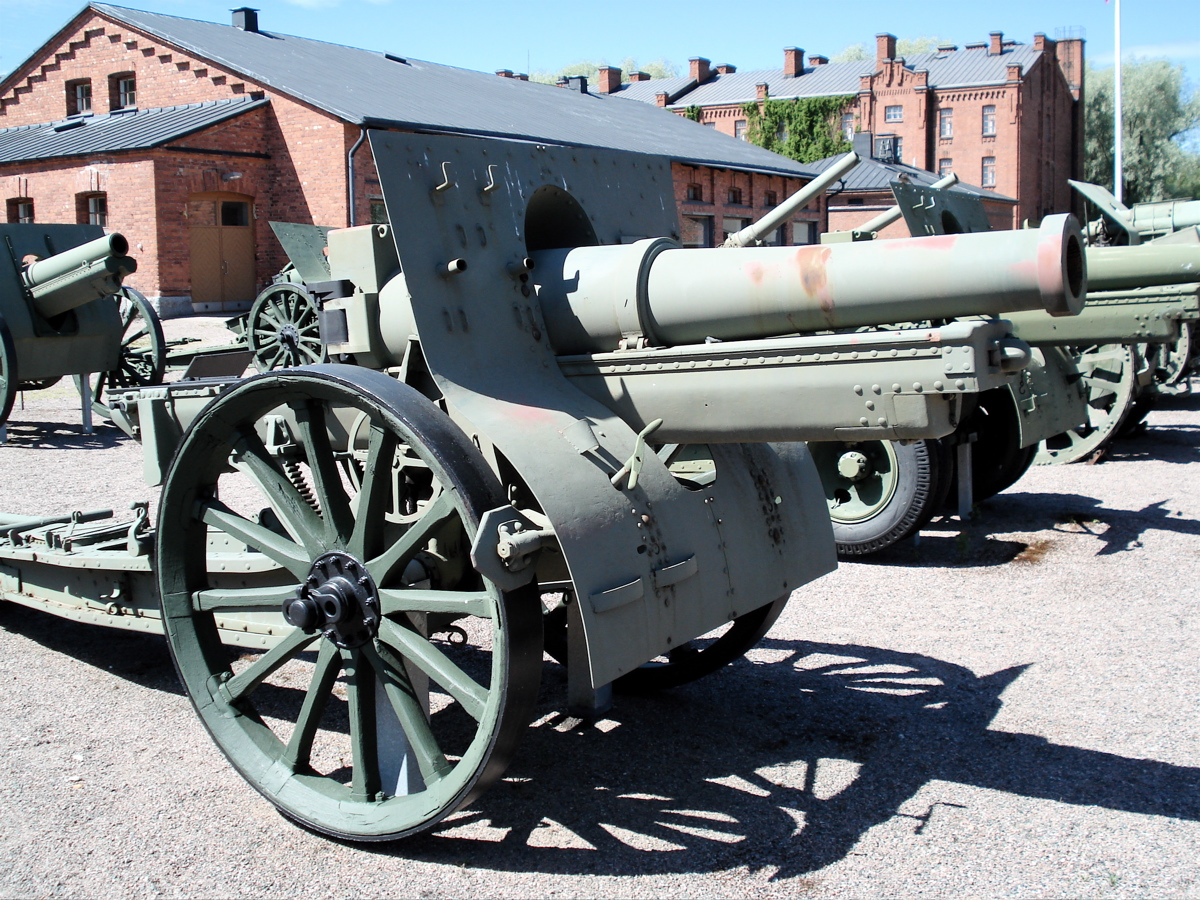
Francuska haubica wz. 17

- bateria armat 105 mm z 3 działami wz. 13 lub wz. 29
- bateria haubic 155 mm z 3 działami wz. 17
- kolumna amunicyjna
- pluton łączności
  - 2 patrole telefoniczne piesze
  - patrol telefoniczny konny
  - 2 sekcje łącznicy telefonicznej polowej typ ŁP-6
  - 2 sekcje radio z radiostacjami typu N-2/T
- pluton gospodarczy
- łącznie w dyonie: 17 oficerów, 477 podoficerów i szeregowych, 449 koni

## Batalion saperów typ II[1]
- dowództwo
- 2 kompanie saperów piesze
  - 3 plutony
    - 3 drużyny

  - drużyna gospodarcza
  - razem w kompanii 4 oficerów, 30 podoficerów, 162 saperów
- kompania saperów zmotoryzowana
  - pluton minerski
  - pluton techniczny
  - pluton rozpoznawczo transportowy
  - drużyna gospodarcza
  - razem w kompanii 5 oficerów, 13 podoficerów, 66 saperów
- kolumna saperska[7] typu II 
  - dowódca
  - poczet dowódcy z patrolami telefonicznym i sanitarnym
  - pluton sprzętowy z 10 wozami taborowymi z wyposażeniem saperskim, 2 wozy warsztatowe, 2 wozy taborowe opgaz, 9 wozów LKS (lekki wóz konno-samochodowy): 1 wóz z amunicją saperską, 2 wozy z 4 pontonami LMPD, 1 wóz z 2 łodziami saperskimi, 2 wozy z 2 kafarami, 2 wozy z 2 elektrowniami i elektronarzędziami, 1 wóz z 15 łodziami T-35
  - pluton przeprawowy 2,5t z 10 wozami LKS przewożącymi 16 pontonów LMPD, 2 łodzie saperskie, 2 silniki przyczepne do łodzi saperskich
  - pluton mostowy 4t z 22 wozami LKS przewożącymi 32 pontony typu LMPD
  - drużyna gospodarcza
  - razem w kolumnie 4 oficerów, 11 podoficerów, 104 saperów, 5 koni wierzchowych i 123 taborowe, 19 wozów taborowych, 41 wozów LKS
- pluton gospodarczy
- pluton przeciwgazowy
  - patrol rozpoznawczy
  - patrol meteorologiczny
  - patrol sanitarny
  - 3 drużyny chemiczne
  - drużyna gospodarcza
- łącznie w baonie 24 oficerów, 699 podoficerów i szeregowych, 16 rkm, 198 koni, 23 samochody, batalion był wyposażony w 20 łodzi brezentowych typu T-35, 8 łodzi saperskich, 2 silniki przyczepne do łodzi saperskich, 52 pontonów typu LMPD, 3,5 t materiałów wybuchowych, 180 min i 800 kadłubów do min ppanc, 4 kafary mechaniczne, 4 elektrownie siłowe, 2 piły spalinowe, 2 motopompy, w dziedzinie obrony przeciwgazowej posiadał 80 ubrań ochronnych i 1,3 t wapna chlorowanego.

## Samodzielna kompania karabinów maszynowych i broni towarzyszącej
- 4 plutony ckm, w tym 1 na taczankach w każdym 3 km
- pluton moździerzy z 2 działonami
- razem 6 oficerów, 185 podoficerów i szeregowych, 12 ckm, 2 moździerze 81 mm, 124 konie

## Jednostki łączność dywizji piechoty
- kompania telefoniczna
  - 3 plutony – po 3 drużyny
  - pluton telefoniczny budowlany – 4 drużyny
  - drużyna gospodarcza
  - razem 6 oficerów, 249 podoficerów i szeregowych, 118 koni, 1 samochód
- pluton radio z 2 radiostacjami typu N-1 i 2 typu RKD, razem 1 oficer, 40 podoficerów i szeregowych, 19 koni
- pluton łączności KG (stacyjny)
  - 1 patrol telegraficzny
  - 2 drużyny telefoniczne na samochodach
  - 1 drużyna telefoniczna na wozach konnych
  - 4 patrole łączności z lotnikiem (2 konne i 2 na motocyklach)
  - patrol motocyklistów (4 motocykle)
  - patrol kolarzy (4 rowery)
  - razem 2 oficerów, 75 podoficerów i szeregowych, 13 koni, 3 samochody
- drużyna parkowa (zapas materiału łączności i warsztat) – 12 podoficerów i szeregowych, 8 koni

## Służba sanitarna
- kompania sanitarna
  - dowódca z pocztem
  - drużyna administracyjna
  - 3 plutony sanitarne
    - 12 patroli sanitarnych
    - 10 wozów sanitarnych (możliwość przewozu 20 rannych w pozycji leżącej lub 50 w pozycji siedzącej)
    - kuchnia polowa

  - pluton przeciwgazowy
    - 8 patroli sanitarnych
    - patrol dezynfekcyjny
    - 2 aparaty kąpielowe
    - 10 wozów sanitarnych
    - kuchnia polowa

  - razem 8 oficerów, 258 podoficerów i szeregowych, 145 koni, 64 wozy taborowe, w tym 41 specjalnych (40 sanitarnych i beczkowóz), możliwość przewiezienia 80 rannych leżących lub 200 siedzących oraz możliwość odkażenia 100 żołnierzy w ciągu 1 godziny
- szpital polowy
  - komendant z pocztem
  - apteka
  - 3 sekcje szpitalne po 40 łóżek
  - razem 9 oficerów i 113 podoficerów i szeregowych, 74 konie, 28 wozów w tym 8 specjalnych (6 sanitarnych, dezynfekcyjny, beczkowóz)
- kolumna dezynfekcyjno-kąpielowa o składzie: 1 oficer, 47 podoficerów i szeregowych, 32 konie, 14 wozów taborowych (w tym 4 specjalne (2 urządzenia dezynfekcyjno-kąpielowe i 2 beczkowozy))
- polowa pracownia dentystyczna
- polowa pracownia bakteriologiczno-chemiczna

## Tabory
- 2 grupy marszowe
  - 4 kolumny taborowe parokonne
    - 3 plutony po 23 wozy taborowe o ładowności 500 kg
    - razem oficer, 107 podoficerów i szeregowych, 168 koni, 78 wozów taborowych
- pluton taborowy
- warsztat taborowy

Dywizje mobilizowane na terenie Okręgów Korpusów nr III i IX (Grodno i Brześć) otrzymały kolumny jednokonne o składzie po 4 plutony razem – 2 oficerów 190 podoficerów i szeregowych, 170 koni, 154 wozy taborowe, ładowność wozów po 250 kg
Tabory przewoziły zaopatrzenie dla dywizji – dziennie dywizja potrzebowała 37 t żywności i 75 t paszy dla koni, ponadto przewożono w taborach 2 jednostki ognia – 1 jednostka ognia ważyła około 56 t.

## Pluton parkowy uzbrojenia
Pluton parkowy uzbrojenia liczył 1 oficera oraz 52 podoficerów i szeregowych, 3 konie, 5 samochodów ciężarowych. Organizował dywizyjny punkt rozdzielczy amunicji

## Skład i uzbrojenie etatowe
- 515 oficerów
- 15 977 podoficerów i szeregowych
- 320 rkm
- 34 lkm
- 124 ckm
- 92-90 kb ppanc
- 81 granatników 46 mm
- 20 moździerzy 81 mm
- 27 armat ppanc 37 mm
- 4 armaty plot 40 mm
- 6 armat piechoty 75 mm
- 24 lub 12 armat polowych 75 mm
- 12 lub 24 haubic 100 mm
- 3 armaty 105 mm
- 3 haubice 155 mm
- 6939 koni
- 76 samochodów
- 28 radiostacji